# Lijst van voetbalinterlands Djibouti - Soedan
Deze lijst van voetbalinterlands is een overzicht van alle officiële voetbalwedstrijden tussen de nationale teams van Djibouti en Soedan. De landen hebben tot op heden vier keer tegen elkaar gespeeld. De eerste wedstrijd, een groepswedstrijd tijdens de CECAFA Cup 2005, vond plaats op 5 december 2005 in Kigali (Rwanda). Het laatste duel, een kwalificatiewedstrijd voor het African Championship of Nations 2022, werd gespeeld in Omdurman op 2 september 2022.

## Wedstrijden
| № | Plaats    | Datum            | Competitie                                        | Wedstrijd         | Uitslag |
| - | --------- | ---------------- | ------------------------------------------------- | ----------------- | ------- |
| 1 | Kigali    | 5 december 2005  | CECAFA Cup 2005                                   | Djibouti − Soedan | 0 − 4   |
| 2 | Jinja     | 4 januari 2009   | CECAFA Cup 2008                                   | Djibouti − Soedan | 1 − 1   |
| 3 | Marrakesh | 26 augustus 2022 | African Championship of Nations 2022 kwalificatie | Djibouti − Soedan | 1 − 4   |
| 4 | Omdurman  | 2 september 2022 | African Championship of Nations 2022 kwalificatie | Soedan − Djibouti | 3 − 2   |

## Samenvatting
| Competitie                                   | Totaal gespeeld | Winst Djibouti | Gelijk | Winst Soedan | Doelsaldo Djibouti – Soedan |
| -------------------------------------------- | --------------- | -------------- | ------ | ------------ | --------------------------- |
| African Championship of Nations-kwalificatie | 2               | 0              | 0      | 2            | 3 − 7                       |
| CECAFA Cup                                   | 2               | 0              | 1      | 1            | 1 − 5                       |
| Totaal                                       | 4               | 0              | 1      | 3            | 4 − 12                      |

Wedstrijden bepaald door strafschoppen worden, in lijn met de FIFA, als een gelijkspel gerekend.
FDF · A-internationals · Djiboutiaans vrouwenelftal · Olympisch elftal · 
1990 – 1999 ·
2000 – 2009 ·
2010 – 2019 ·
2020 − 2029
1994 · 
1995 · 
1996 · 
1997 · 
1998 · 
1999 · 
2000 · 
2001 · 
2002 · 
2003 · 
2004 · 
2005 · 
2006 · 
2007 · 
2008 · 
2009 ·
2010 · 
2011 · 
2012 ·
2013 ·
2014 ·
2015 · 
2016 ·
2017 ·
2018 ·
2019 ·
2020 ·
2021 ·
2022 ·
2023 ·
2024
Algerije ·
Burkina Faso ·
Burundi ·
Comoren ·
Congo-Kinshasa ·
Egypte ·
Equatoriaal-Guinea ·
Eritrea ·
Ethiopië ·
Gambia ·
Guinee-Bissau ·
Jemen ·
Kenia ·
Libanon ·
Liberia ·
Malawi ·
Mauritius ·
Namibië ·
Niger ·
Oeganda ·
Pakistan ·
Rwanda ·
Sierra Leone ·
Soedan ·
Somalië ·
Swaziland ·
Tanzania ·
Togo ·
Tunesië ·
Zambia ·
Zimbabwe ·
Zuid-Soedan
SFA ·
Bondscoaches ·
Topscorers ·
Soedanees vrouwenelftal
1956 · 
1957 · 
1958 · 
1959 · 
1960 · 
1961 · 
1962 · 
1963 · 
1964 · 
1965 · 
1966 · 
1967 · 
1968 · 
1969 · 
1970 · 
1971 · 
1972 · 
1973 · 
1974 · 
1975 · 
1976 · 
1977 · 
1978 · 
1979 · 
1980 · 
1981 · 
1982 · 
1983 · 
1984 · 
1985 · 
1986 · 
1987 · 
1988 · 
1989 · 
1990 · 
1991 · 
1992 · 
1993 · 
1994 · 
1995 · 
1996 · 
1997 · 
1998 · 
1999 · 
2000 · 
2001 · 
2002 · 
2003 · 
2004 · 
2005 · 
2006 · 
2007 · 
2008 · 
2009 · 
2010 · 
2011 · 
2012 · 
2013 · 
2014 ·
2015 ·
2016 ·
2017 ·
2018 ·
2019 ·
2020 ·
2021
Algerije ·
Angola ·
Bahrein ·
Bangladesh ·
Benin ·
Burkina Faso ·
Burundi ·
Centraal-Afrikaanse Republiek ·
China ·
Congo-Brazzaville ·
Congo-Kinshasa ·
Djibouti ·
Egypte ·
Equatoriaal-Guinea ·
Eritrea ·
Ethiopië ·
Gabon ·
Ghana ·
Guinee ·
Guinee-Bissau ·
Irak ·
Ivoorkust ·
Jemen ·
Jordanië ·
Kameroen ·
Kenia ·
Koeweit ·
Lesotho ·
Libanon ·
Liberia ·
Libië ·
Madagaskar ·
Malawi ·
Mali ·
Marokko ·
Mauritanië ·
Mauritius ·
Mozambique ·
Nieuw-Zeeland ·
Niger ·
Nigeria ·
Oeganda ·
Oman ·
Palestina ·
Qatar ·
Rwanda ·
Saoedi-Arabië ·
Sao Tomé en Principe ·
Senegal ·
Seychellen ·
Sierra Leone ·
Somalië ·
Sri Lanka ·
Swaziland ·
Syrië ·
Tanzania ·
Togo ·
Tsjaad ·
Tunesië ·
Verenigde Arabische Emiraten ·
Zambia ·
Zimbabwe ·
Zuid-Afrika ·
Zuid-Korea ·
Zuid-Soedan